# Willi Ludewig
Wilhelm Karl Ernst „Willi“ Ludewig (* 25. Februar 1902 in Lichtenberg; † 5. Februar 1963 in Buenos Aires) war ein deutscher Architekt. Er hatte aufgrund seines frühen Talents und seines Fleißes bereits mit 21 Jahren ein eigenes Architekturbüro aufgebaut und konnte ab Mitte der 1920er Jahre bei dem Städteplaner und Siedlungsarchitekten Martin Wagner an zahlreichen Großaufträgen mitwirken. Er wurde mit seinen Entwürfen und Bauten im Stil des Neues Bauens in Berlin, in der damaligen Provinz Brandenburg sowie in Mitteldeutschland bekannt.

## Leben
Willi Ludewig war der Sohn des wohlhabenden Kaufmanns Max Ludewig, der in der Stadt Lichtenberg in der Prinzenallee 17 (seit 1951 Einbecker Straße) lebte. Willi hatte neun Geschwister, von denen aber schon fünf vor seiner Geburt verstorben waren. Nach dem Schulbesuch lernte er den Beruf eines Maurers und schloss 1919 die Lehre ab. Bereits am 20. August 1920 erwarb er den Abschluss der Baugewerkschule Berlin. Im Bauamt Lichtenberg fand er eine Anstellung und arbeitete in der Bauleitung von größeren Bauvorhaben mit. Ab 1922 bewarb er sich in mehreren deutschen Architekturbüros, so bei Czajerek und Schnaare in Hamborn, bei Fritz Becker in der Kunstakademie Düsseldorf und in Berlin bei Hans Poelzig. Seine Art „Wanderschaft“ beschloss Ludewig in Hellerau bei Dresden, wo er sich auch mit Musik, Gymnastik und Tanzen befasste.
Wieder in Berlin, gründete Willi Ludewig 1923 ein eigenes Architekturbüro, und über die Bekanntschaft mit dem Düsseldorfer Gewerkschaftssekretär Ernst Bodien erhielt er bald Aufträge als freier Mitarbeiter für große genossenschaftliche und gewerkschaftliche Bauvorhaben sowie für Architekten wie Gustav Heide.
Im Jahr 1924 heiratete Willi Ludewig die Fotografin Erna Lange, 1925 wurde der Sohn Eckard geboren.
Im Juli 1925 bekam er seinen ersten eigenen Auftrag als Architekt.
Ende 1927 schloss er sich mit Arthur Nowottnik zu einer Architektengemeinschaft zusammen und sie eröffneten ihr Atelier in Berlin-Kreuzberg, Köpenicker Straße. Als Auftraggeber gewannen sie vor allem Gewerkschaften und Siedlungsbaugesellschaften wie die Gehag und die Gewoba. Willi Ludewigs Wirkungskreis umfasste zunächst vor allem Berlin, dann auch Brandenburg und andere deutsche Orte einschließlich Ostpreußens.
Im Jahr 1930 trennten sich Willi und Erna Lange, ließen sich aber erst 1931 scheiden. In der Zwischenzeit lebte Willi Ludewig mit seiner Sekretärin, der Polin Helena Bider („Lusja“), zusammen und sie heirateten nach der Geburt des Sohnes Kristof. Die Familie bezog in dieser Zeit ein von Ludewig selbst entworfenes und unter seiner Leitung gebautes Haus in Berlin-Lankwitz, Lessingstraße 20a.
Im Jahr 1933 enteigneten die Nationalsozialisten die Gewerkschaftsverbände, die nun ihre Tätigkeit und damit auch ihre Bauaktivitäten einstellen mussten. Die Architektengemeinschaft erhielt deshalb fast kaum noch größere öffentliche Aufträge. Deshalb übernahm Ludewig auf Drängen des Vorsitzenden des BDA die Stelle des Chefarchitekten im Reichsluftfahrtministerium. Sein Auftrag war, den Bau eines geheimen Militärflugplatzes zwischen Riesa und Leipzig (den Fliegerhorst Oschatz) zu leiten. Während der Arbeiten wohnte Ludewig vor Ort und erlebte, wie wegen geringster Vergehen (Verdacht auf Geheimnisverrat) Todesurteile ausgesprochen und vollstreckt wurden.
Da seine Ehefrau Jüdin war und weiterhin in Berlin mit dem Sohn lebte, bekam sie nach Erlass der Nürnberger Rassengesetze eine Vorladung zur Gestapo. Auch Ludewig sollte dort erscheinen. Der Architekt erfuhr von diesen Plänen und konnte im September 1935 mit der Eisenbahn nach Zürich entkommen, galt aber nun als Deserteur und musste um sein Leben fürchten. Frau und Sohn befanden sich zur gleichen Zeit bei Lusjas Vater in Warschau. Nach vorsichtigen schriftlichen Kontakten verabredete sich die Familie, nach Argentinien zu emigrieren. In Buenos Aires war er bald auch als Architekt tätig.
Während seines Aufenthaltes in Berlin war Ludewig aktives Mitglied im BDA.
In Argentinien wurde ein weiterer Sohn (Andrés Ludewig) geboren. Willi Ludewig verstarb in Buenos Aires im Jahr 1963.
Das Museum Lichtenberg im Stadthaus widmet sich im April 2019 dem Wirken von Ludewig aus Anlass des 100. Jahrestages der Gründung des Bauhauses, unter anderem durch einen öffentlichen Vortrag.

## Werke (Auswahl)

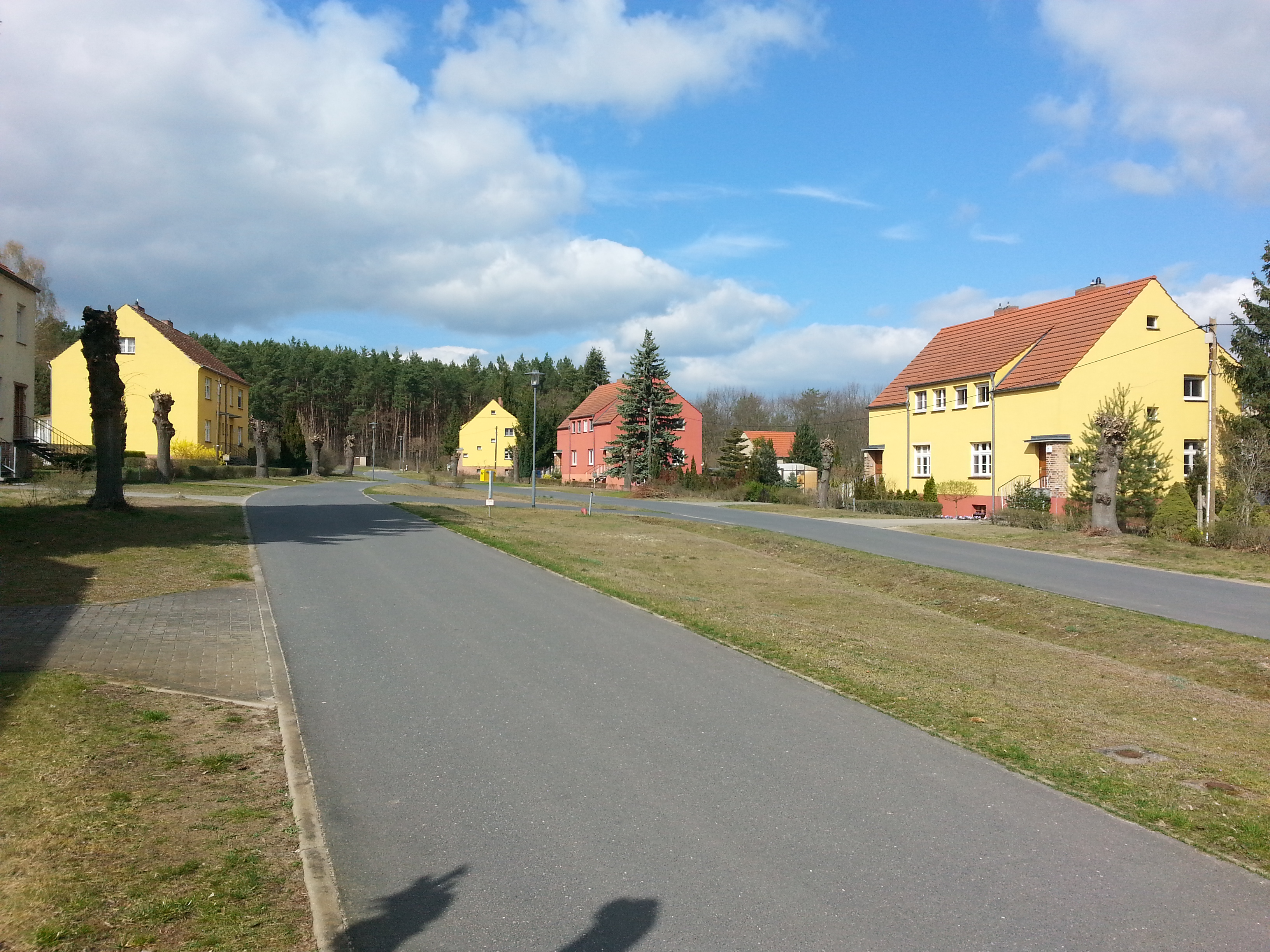
Siedlung „Freie Scholle“ in Trebbin

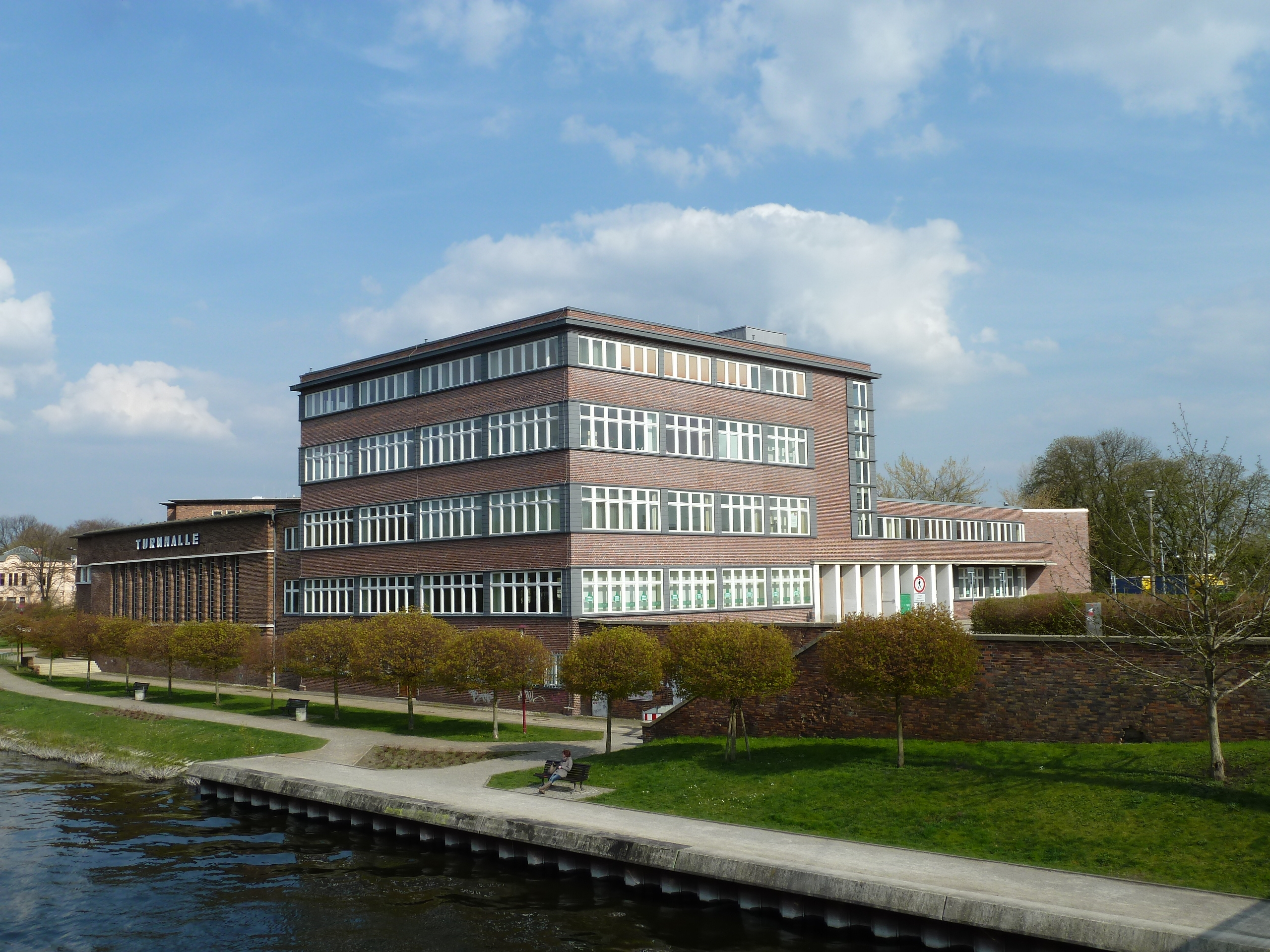
Wohlfahrtsforum, Baudenkmal in Brandenburg an der Havel

- 1925–1927: Salzwedel, Siedlung der Mispag (Mieter-, Spar- und Baugenossenschaft)[2]
- 1926–1936: Trebbin, vier Gebäude der Genossenschaftssiedlung Freie Scholle (Höpfnerstraße 9–18), gemeinsam mit einem Trebbiner Baudezernenten
- 1927/1928: Finsterwalde, Siedlung der Gewoba (Mehrfamilienwohnhaus Friedensstraße, Tuchmacherstraße, Triftstraße)
- 1927/1928: Cottbus, Friedrich-Ebert-Hof (Dresdener Straße, Kochstraße, Juliot-Curie-Straße, Gartenstraße)
- 1927–1929: Luckenwalde, Siedlung „Auf dem Sande“
- 1928–1930 (Planung und Bau), 1930/1931 (Erweiterungsbauten): Luckenwalde, Volksheimsiedlung (August-Bebel-Platz, Dahmer Straße, Gottower Straße, Jänickendorfer Straße, Karl-Marx-Straße, Theaterstraße)
- 1928–1930: Brandenburg an der Havel, Wohlfahrtsforum, bestehend aus AOK-Gebäude, Stadtbad und Turnhalle (Kanalstraße 8/9; Alfred-Messel-Platz 1/3)[6]
Diesen Baukomplex bezeichnete Ludewig selbst als sein wichtigstes Bauvorhaben.
- 1928–1930: Finsterwalde, Wohn- und Geschäftshaus der Konsumgenossenschaft
- 1928–1930: Großräschen, Siedlung der Gewoba
- 1928–1930: Guben, Siedlung Rosa-Luxemburg-Straße (für die Gewoba)
- 1929/1930: Forst (Lausitz), Siedlung Keune (Gewoba)
- 1930: Essen, AOK-Gebäude
- 1930: Pirna, AOK-Gebäude
- 1930: Berlin-Hermsdorf, Wohnhaus Kuttig
- 1930: Berlin-Frohnau, Wohnhaus Robert[7]
- 1930: Falkenberg (Mark), Wohnhaus Rosenberger (abgerissen)
- Weitere Einzelbauten (alle ohne Jahresangabe) in: Berlin-Grünau (Wohnhaus mit Atelier), Berlin-Spandau (Wohnhaus), Zepernick (Landhaus Ronnger), Forst/Lausitz (Ärztehäuser der AOK); Berlin-Lichtenberg, Erkner, Fürstenwalde, Flatow, Frankfurt (Oder), Frankfurt am Main, Bad Freienwalde, Küstrin, Landsberg an der Warthe, Nauen, Nowawes, Plaue, Prenzlau, Spremberg-Slamen, Strausberg, Teltow, Velten, Wittenberge, Zeuthen[5][2]

## Nicht realisierte Entwürfe
- Berlin, Nollendorfplatz (1920–1923)
- Berlin, Europahaus
- Riesa, Volkshaus
- Bernau bei Berlin, Schule des ADGB[2]